# Acapulco (série télévisée)
Pour les articles homonymes, voir Acapulco (homonymie).
Acapulco est une série télévisée américaine comique en espagnol et anglais créée par Austin Winsberg, Eduardo Cisneros et Jason Shuman, inspirée par How to Be a Latin Lover (sorti en 2017). La diffusion a débuté sur Apple TV+ le 8 octobre 2021.

## Synopsis
En 1984, Maximo un jeune mexicain obtient un de ses job de rêve dans la station balnéaire la plus prisée d'Acapulco. Cependant il va rapidement se rendre compte que son nouveau travail est bien plus compliqué qu'il ne s'imaginait.

## Distribution
Sauf indication contraire, les informations mentionnées dans cette section peuvent être confirmées par la base de données cinématographiques IMDb,  présente dans la section « Liens externes ».

### Acteurs principaux
- Eugenio Derbez (VF : Pierre Tessier) : Maximo Gallardo Ramos (aujourd'hui)
  - Enrique Arrizon (VF : Gauthier Battoue) : Maximo Gallardo Ramos (1984)
  - Erick Saldaña : Maximo Gallardo Ramos (1974)
- Fernando Carsa (VF : Paolo Domingo) : Gullermo (Memo) (1984)
- Damián Alcázar (VF : Michel Papineschi) : Don Pablo Bonilla (1984 mais aussi les versions de 1964, 1967 et 1981)
  - Daniel Fuentes Lobo : Don Pablo (Pablo) (1949)
- Camila Perez (VF : Nastassja Girard) : Julia Gonzales (1984 et 1981)
- Chord Overstreet (VF : Stanislas Forlani) : Chad Davies (1984 et 1981)
- Vanessa Bauche : Nora Gallardo Ramos (1984 mais aussi en 1964, 1967, 1974 et aujourd'hui)
  - Gala Komori : Nora Ramos (1949)
- Regina Reynoso : Sara Gallardo Ramos (1984)
  - Bianca Marroquín (VF : Nayéli Forest) : Sara Gallardo Ramos (aujourd'hui)
- Raphael Alejandro (VF : Kaycie Chase) : Hugo (aujourd'hui)
- Jessica Collins (VF : Juliette Degenne) : Diane Davies (1984 mais aussi en 1967 et 1981)
- Rafael Cebrián (VF : Antoine Schoumsky) : Hector Valero (1984)
- Carlos Corona : Esteban (1984)

### Acteurs récurrents
- Regina Orozco : Lupe (1984)
  - Carolina Moreno : Lupe (1949)
- Lobo Elias (VF : Hervé Rey) : Beto (1984 et 1981)
- Julian Sedgwick (VF : Jean-Luc Atlan) : Rolf (aujourd'hui)
- Rodrigo Urquidi (VF : Jonathan Gimbord) : Augusto
- Rossana de Leon : Adriana
- Ricardo Cañamar : Javier (1984)
- Sofia Ruiz (VF : Anaïs Delva) : Monica (1984 et 1981)
- Erick Zavala : Emilio (1984)
- Marco Terán : Eduardo
- Jessica Balsaneli : Sestina
- Eliana Jones : Becca Rosenthal (1984)
- Samantha Orozco : Gabriela

### Invités
- Sally Pressman : Mme Bennett (1984) (saison 1, épisode 1)
- Steve Monroe (VF : Jérôme Wiggins) : M. Bennett (1984) (saison 1, épisode 1)
- Caleb Foote (VF : Hugo Brunswick) : Jessie (1984) (saison 1, épisode 2)
- Simon Templeman : Bronte de Fils (1984) (saison 1, épisode 3)
- Juan Pablo Espinosa : Rodolfo (1984) (saison 1, épisode 4)
- Jeff Meacham : David (1984) (saison 1, épisode 4)
- Gillian Vigman : Marcia Rosenthal (saison 1, épisode 6)
- Kevin Kilner : Barry Rosenthal (saison 1, épisode 6)
- Alizée Gaillard : Yvonne (1949) (saison 1, épisode 8)
- Marco Zunino (VF : Philippe Bozo) : Don Antonio (1949) (saison 1, épisode 8)

 Source et légende : version française (VF) sur RS Doublage et Doublage Séries Database

## Production

### Développement
En décembre 2020, Apple TV+ a officiellement commandé la série, créée par Austin Winsberg, Eduardo Cisneros et Jason Shuman, en s'inspirant du film How to Be a Latin Lover de 2017. Austin Winsberg en serait le showrunner, avec Chris Harris, qui font également tous deux partie de la production exécutive avec Shuman, Cisneros, Eugenio Derbez, Benjamin Odell, Eric Tannenbaum et Kim Tannenbaum.
À l'origine, Gaz Alazraki devait produire et diriger l'épisode pilote, cependant en mars 2021 il a été rapporté que c'est Richard Shepard qui dirigerait le pilote.
À la mi-septembre 2021, Apple TV+ dévoile que le programme débutera sa diffusion le 8 octobre suivant, et le 23 septembre 2021, la bande annonce de la première saison est dévoilée,. Le 4 mars 2022, le service annonce le renouvellement du programme pour une seconde saison,.
Une troisième saison est commandée le 30 janvier 2023.

### Attribution des rôles
Dès décembre 2020, lors de la commande de la série, Eugenio Derbez est annoncé en tant que tête d'affiche du programme. En mars suivant, Enrique Arrizon, Raphael Alejandro, Damián Alcázar et Camila Perez rejoignent la distribution. Jessica Collins, Chord Overstreet, Vanessa Bauche, Rafael Cebrián, Fernando Carsa et Regina Reynoso s'ajoutent quant à eux au casting en avril 2021.

### Tournage
La production a commencé le 7 avril 2021 à Puerto Vallarta, au Mexique, et s'est achevée le 20 juin 2021.

## Épisodes

### Première saison (2021)
1. Pilote ((Pilot)
2. La Copine de Jessie (Jessie's Girl)
3. Invisible Touch (Invisible Touch)
4. L'Amour avec un grand A (Crazy Little Thing Called Love)
5. All Night Long (All Night Long)
6. Uptown Girl (Uptown Girl)
7. Rien que pour vos yeux (For Your Eyes Only)
8. Time After Time (Time After Time)
9. Vive le vent de panique (The Most Wonderful Time of the Year)
10. Croque de toi (You Should Hear How She Talks About You)

### Deuxième saison (2022)
Elle est diffusée depuis le 21 octobre 2022.
1. Ça plane pour moi (Break My Stride)
2. Joue pas (Hit Me With Your Best Shot)
3. Glory Days (Glory Days)
4. Je t'aime… moi non plus (Love Is a Battlefield)
5. Heroes (We Don't Need Another Hero)
6. Hollywood Nights
7. Souvenirs, souvenirs (Always Something There to Remind Me)
8. Argent trop cher (Money Changes Everything)
9. Vertige de l'amour (The Power of Love)
10. On va s'aimer (Against All Odds)

### Troisième saison (2023)
1. Partenaire particulier
2. Mamma Mia
3. Marcila Baïla